# Julio Acuña
Julio Acuña, vollständiger Name Julio Heber Acuña Alegre, (* 11. Dezember 1954 in Lascano) ist ein ehemaliger uruguayischer Fußballspieler und heutiger Trainer.

## Spielerkarriere

### Vereine
Der auf der Torhüterposition agierende Acuña spielte von 1970 bis 1975 für den Racing Club de Montevideo. Dort debütierte er 1972 in der Ersten Mannschaft. Bis 1981 war er sodann bei den Montevideo Wanderers aktiv. 1982 stand er bei Centro Atlético Fénix unter Vertrag. In den Jahren 1982 bis 1984 war Defensor Sporting sein Arbeitgeber. Dem folgte eine Karrierestation in Chile bei CD Cobresal von Mitte 1984 bis 1991. 1992 kehrte er zu Racing zurück. Im Jahr darauf setzte er mit dem Fußballspielen aus und begann seine Trainerausbildung. Als letzter Verein im Profifußball wird 1994 erneut der Racing Club für ihn geführt. Noch im selben Jahr beendete er seine aktive Karriere beim Amateurklub Palermo FC in der Liguilla des Departamento Rocha.

### Nationalmannschaft
Acuña war Mitglied der uruguayischen A-Nationalmannschaft und nahm mit dieser als Ersatztorwart an der Copa América 1983 teil. Die Uruguayer entschieden das Kontinentalturnier zu ihren Gunsten.

### Erfolge
- Südamerikameister: 1983

## Trainerlaufbahn
Acuña schlug nach seiner aktiven Karriere eine Laufbahn als Trainer ein. Zunächst war er 1995 Co-Trainer beim Salus Football Club. Im Folgejahr zeichnete er für das Torwarttraining bei Peñarol Montevideo verantwortlich. 1997 übertrugen ihm die „Aurinegros“ eine Aufgabe als Jugendtrainer. Ab 1998 nahm Acuña ein erstes Engagement als Cheftrainer im Profibereich bei Juventud an, das bis Mitte Februar 2001 währte. Dabei gewann er 1999 mit dem Team die Zweitligameisterschaft und stieg in die Primera División auf. Von Mai 2001 bis in den April 2002 betreute er die Mannschaft El Tanque Sisleys. Von dort wechselte er zu seinem Verein aus aktiven Zeiten, dem Racing Club, bei dem er bis Jahresende in der Verantwortung stand. In der ersten Jahreshälfte 2003 war er Trainer bei Sud América. In den ersten fünf Monaten des Jahres 2004 nahm Acuña die Aufgabe des Cheftrainers bei CD Cobresal wahr. Im Juli 2004 engagierte ihn der Erstligist Rocha FC. Dort wurde er Mitte November jenes Jahres entlassen. Erst Anfang Oktober 2005 fand er beim Club Sportivo Cerrito eine neue Anstellung als Trainer, die jedoch über das Jahresende hinaus keine Fortsetzung fand. Von März 2006 bis Ende Dezember 2006 leitete er das Training beim CA Cerro. In der Clausura 2007 hatte er zum zweiten Mal das Traineramt beim Racing Club inne. In der Apertura 2008 betreute Acuña die Mannschaft des Zweitligisten Club Atlético Atenas. Von Oktober 2010 bis Mitte Januar 2011 war der Club Platense sein Arbeitgeber. Unmittelbar im Anschluss war Acuña von Januar 2011 bis Oktober 2011 Cheftrainer des Tacuarembó FC. Von Februar 2013 bis April 2013 wirkte er in dieser Funktion bei Central Español. Ab September 2015 coachte er erneut die Mannschaft des Club Atlético Platense. In der zweiten Februarhälfte 2017 wechselte er in der Trainerfunktion zum Colón Fútbol Club.